# Mindszenty Zsuzsánna
Mindszenty Zsuzsánna (Budapest, 1954. május 9. –) karnagy, zenetanár, az ELTE Bölcsészettudományi Kar Zenei Tanszék docense, a Musica Nostra Kórus alapító karnagya, a Magyar Kórusok, Zenekarok és Népzenei Együttesek Szövetsége—a KÓTA—társelnöke.

## Tanulmányai
1972-ben érettségizett a Patrona Hungariae római katolikus Leánygimnáziumban. 1973-1978-ig a Liszt Ferenc Zeneművészeti Főiskola Középiskolai Énektanár és Karvezetés szakán tanult, jeles eredménnyel diplomázott. Tanárai többek között Szőnyi Erzsébet, Párkai István, Legányné Hegyi Erzsébet, és Pernye András voltak. 1978-tól zeneiskolában tanított. 1972-85 között a Krisztinavárosi Credo együttes tagja volt. 1985 óta az ELTE Zenei Tanszék tanára, karvezetést és kargyakorlatot tanít, valamint a tanszéki kórust vezeti. 2004-ben a Zeneakadémián DLA fokozatot szerzett Summa cum Laude minősítéssel. Doktori értekezésének témája Sugár Rezső karművészete volt. Német és angol középfokú nyelvvizsgával rendelkezik.

## Karvezetői munka
1989-93 között a Vándor Kórus másodkarnagya.
1994-2002 között a Városmajori Jézus szíve plébániatemplom kórusának karnagya, amely működése alatt vette föl Bárdos Lajos nevét, és a Városmajori Kistemplom falán emléktáblát avatott a nagy zeneszerző emlékére.
1989-től 20 évig vezette az ELTE Zenei Tanszékén az ELTE Nőikart. Ezzel az együttessel számos bel- és külföldi kórusversenyen rangos díjakat nyertek (Budapest, Mainhausen, Nidderau, Marktoberdorf, Arezzo, Pécs, Lindenholzhausen, Maribor stb.) Azóta a Zenei Tanszék egyesített vegyeskarát (ELTE Pro Musica Vegyeskar) vezeti kollégájával kétévente váltásban. 2016-ban a XXIII. Jan Vojtaššák Nemzetközi Kórusfesztiválon (Námestovo, Szlovákia) Musica Sacra és Gospel Kórus kategóriákban is arany diplomát nyert a kórus. Ezzel együtt Mindszenty Zsuzsánna lett a nemzetközi verseny legjobb karnagya.
1994-ben megalapította a Musica Nostra Énekegyüttest Archiválva 2015. szeptember 26-i dátummal a Wayback Machine-ben, amely szakmai pályafutásának egyik legkiemelkedőbb teljesítménye. A kórus tagjai nagyrészt egykori ELTE-s diákok, Mindszenty Zsuzsánna volt tanítványai. A kórus az ELTE Alumni szervezetének tagja, próbalehetőséget a Zenei Tanszék biztosít számukra. A Musica Nostra nőikar számos kortárs magyar művet mutatott be, jelentős nemzetközi versenyeken díjakat nyertek (Marktoberdorf, Arezzo, Tours, Bad, Ischl, Maribor, Bratislava, Namestovo, Debrecen, Pécs, Budapest stb.), Mindszenty Zsuzsánna pedig ötször kapott karnagyi díjat. Az ARTISJUS a kórust kétízben, a karnagyot pedig négyszer jutalmazta a kortárs zene érdekében kifejtett munkásságáért és kortárs művek előadásáért. A Musica Nostra taglétszáma időközben megnőtt, 2014-ben ünnepelték működésük 20 éves jubileumát. Jelenleg 33 tagú a nőikar, repertoárjuk a középkor zenéjétől egészen a mai kortárs zenéig terjed.

## Oktatás
Mindszenty Zsuzsánna 1985 óta oktat az ELTE Bölcsészettudományi Kar (ELTE-BTK) Zenei Tanszékén, ahol tanárképzés folyik, kezdetben négyéves, majd ötéves BA-MA, illetve 2012 óta osztatlan 4+1 éves rendszerben. A karvezetés szakcsoport vezetője. 2007-ben a Musica Nostra Alapítvány és az ELTE Zenei Tanszék hátterével Mindszenty Zsuzsánna elindította Kortárs Zene a Trefort Kertben című sorozatot. Azóta is minden évben három koncertet rendeznek az egyetemi ifjúság számára, melyen rangos előadók kortárs műveket mutatnak be, illetve a jelenlegi egyetemi hallgatók számára is van bemutatkozási lehetőség. Mindszenty Zsuzsánna rendszeresen tart szakmai továbbképzéseket Budapesten és vidéken. Előadóként gyakran hívják zenepedagógiai, illetve kóruszenével kapcsolatos rendezvényekre. 2006 óta évente egy hónapot tanít az Amerikai Egyesült Államokban, (Provo-UTAH, Brigham Young University, és Albuquerque-New-Mexico, University UNM). Európában rendszeresen dolgozik nemzetközi kórusversenyek zsűrijében (Belgium, Hollandia, Németország, Szlovénia, Szlovákia, Oroszország, Olaszország, Magyarország stb). 2010 óta a belgiumi Neerpelt Ifjúsági Kórusversenyének magyarországi nagykövete. 2015-ben megkapta a Debreceni Bartók Béla Nemzetközi Kórusverseny nagykövete címet.

## Szakmai közélet
1989 óta aktívan részt vesz a Magyar Kórusok, Zenekarok és Népzenei Együttesek Szövetsége—a KÓTA—munkájában. 1996-2002 között az Ifjúsági Bizottság elnöke, 2002-2012-ig a KÓTA társelnöke, és 2012 óta—jelenleg is—a KÓTA elnöke. Ebben a minőségében számos hazai kórusrendezvény és szakmai találkozó, verseny, valamint nemzetközi szimpózium szervezésében és rendezésében tevékeny részt vállalt. 2012 óta a pécsi Europa Cantat Fesztivál Regionális Művészeti Bizottságának tagja. A Magyar Kodály Társaság, a Nemzetközi Kodály Társaság és a Bárdos Lajos Társaság tagja.

## Főbb publikációi, CD felvételei
- Mindszenty Zsuzsánna rendszeresen ír cikkeket a KÓTA ZeneSzó című folyóiratába, valamint a Parlado, illetve a Kodály Társaság lapjába. Szerkesztésével négy kottás füzetet jelentetett meg a KÓTA 2002 és 2010 között (Az angyal énekel, Tavaszi felhők, Felhő táncol, Kóruskönyv)
- „Lesz-e gyermekzene az ezredfordulón?” In: Sipos Lajos, Balogh László: A tanári mesterség gyakorlata 579-585. old. (Nemzeti Tankönyvkiadó-ELTE Tanárképző Főiskolai Kar 2003.)
- Fehér Anikó: „Nem tanítgatni kell, hanem megtanítani konkrét, mérhető dolgokat”. Beszélgetés Dr. Mindszenty Zsuzsánnával- Parlando-2011/3
- A KÓTA szerepe az ezredfordulón a magyar kórusok életében In: K. Udvari Katalin: Művelődéstörténeti kincsestár (282-309. old.)-Püski Kiadó Budapest, 2015.

### A Musica Nostra Kórus közreműködésével 1999 és 2014 között megjelent legfontosabb CD felvételek
- Kóruszene a gregoriántól a romantikáig 1999. Allegro Bt
- Kortárs antológia- HUNGAROTON 1999.
- Georg Hilfrich szerzői lemeze 2002. Allegro BT
- Cantate Domino Canticum Novum- Allegro Bt-2003.
- Farkas Ferenc kórusművei. HUNGAROTON 2005.
- Igéző- Tóth Péter szerzői lemeze-HUNGAROTON 2007.
- Magánkiadásban 1999-től 2014-ig évente a karácsonyi koncert felvétele

## Díjai
- Trefort Ágoston-díj (1996)
- KÓTA Emléklap (2000)
- Liszt Ferenc-díj (2003)
- Artisjus-díj (2005, 2007, 2009, 2012)
- Vándor-Révész Alapítvány díja (2014)
- Neerpelt Ifjúsági Kórusverseny nagykövete (2009)
- Debrecen Bartók Béla Nemzetközi Kórusverseny Nagykövete (2015)
- Magyar Érdemrend Lovagkeresztje (2022)

## Családja
Férje 1976 óta Sugár Miklós Erkel-díjas zeneszerző és karmester. Három lányuk van, Réka, Ildikó és Kinga. A budai Hegyvidéken élnek.